# 水底寮 (屏東縣)
水底寮，原寫為水底藔，是臺灣屏東縣枋寮鄉的一個傳統地域名稱，位於該鄉中部。相較於今日行政區，其範圍大致包括太源村西南端、東海村東南端、天時村西半部、地利村不含西北端、人和村不含最西端及最東端、新龍村東北部建興路以北番子崙排水以南地區及東南端。
水底寮地區位處省道台1線、台17線的交會點，是傳統上南台灣前往恆春半島及台東地區的必經要地。

## 歷史
台灣清治末期至日治初期，水底寮地區為一街庄，稱為「水底藔庄」，隸屬於港東下里。該庄西北與北旗尾庄為鄰，北與大響營庄為鄰，東北與新開庄為鄰，東及東南與內藔庄為鄰，南邊為枋藔庄，西南邊及西邊為番仔崙庄。
1901年（日治明治三十四年）11月，全台設置二十廳，該庄隸屬於恆春廳。1909年（明治四十二年）10月，合併二十廳為十二廳，該庄改隸屬於阿緱廳。1920年（大正九年），廢十二廳改設五州二廳，該庄改制並雅化為「水底寮」大字，隸屬於高雄州潮州郡枋寮庄。
戰後枋寮庄改制為枋寮鄉，隸屬於高雄縣，大字亦改制為村。1950年高、屏分治，枋寮鄉改隸屬於屏東縣。

## 交通
省道台1線又稱「縱貫公路」，是台北至屏東楓港的傳統幹道，大致以北北西—南南東走向經過水底寮地區中部，向北可前往新埤、潮州、內埔、屏東等地，向南可前往枋寮市區東郊、枋山、楓港並止於省道台26線路口。
省道台17線又稱「西部濱海公路」，是清水甲南至枋寮水底寮的幹道，其南側端點位於本地區中部省道台1線路口。由此向西北可前往佳冬、林邊、東港、高雄等地。
臺鐵屏東線曾設於1953年設立水底寮車站，1966年改名建興車站。因車站距聚落遙遠，於1991年12月1日廢止。

## 學校
- 建興國小